# Азем Галица
Азем Бејта (алб. Azem Bejta), познатији као Азем Галица (алб. Azem Galica; Србица, 1889 — Јуник, 1924), је био вођа албанских качака из околине Дренице, који су пружали оружани отпор српској власти на Косову и Метохији. Надимак „Галица“ је добио по истоименом дреничком селу из ког је потекао.
Када је српска војска кренула у рат против Османског царства и започела заузимање Косова у Првом балканском рату 1912. године, сусрела се са жестоким отпором албанског становништва, организованим у чете качака, међу којима је био и Азем Галица. Када су у Првом светском рату Аустроугарска и Бугарска поразиле српску војску и заузеле Косово, Галица је са качацима наставио оружани отпор против окупатора. По завршетку рата 1918. године српска војска се вратила, а Косово је ушло у састав Краљевства Срба, Хрвата и Словенаца. Исте године у Тирани је основан Комитет народне одбране Косова, познатији као Косовски комитет, који се борио за издвајање територија насељених Албанцима (Косова, Метохије, западне Македоније и делова Санџака) из новоформираног Краљевства Срба, Хрвата и Словенаца и за њихово припајање Албанији. Идеје Косовског комитета имале су великог утицаја на качаке.
Године 1919. Азем Галица, заједно са својом женом Шотом Галицом, диже побуну Албанаца на западу Косова. Качаци су у области Дренице (у селу Јуник) чак успели да оформе тзв. Неутралну зону, која је трајала између 1921. и 1923. године. Ову „ослобођену“ област су неформално називали Мала Албанија (алб. Arbëria e Vogel). (у ствари, Неутрална зона, ширине 4-6 км, била је подручје које је формирала Конференција амбасадора пре коначног разграничења између КСХС и Албаније).
Предао се властима КСХС 23. јуна 1923. са женом и дружином – учествовао је у побуни на северу Албаније, па се после њеног гушења морао склонити на другу страну, неколико дана касније је пуштен да се брани са слободе, што је био део договора. У априлу 1924. пише се да сакупља реквизиције од сељака за своју "гарду" од 21 припадника, у пратњи једног државног службеника, како га жандарми не би ометали.
У јулу 1924. Бејта је дошао у село Галица - тврдило се да је ступио у контакт са новом албанском владом Фана Нолија па је требало да изазове нереде. Пошто је одбио позив великог жупана на предају, овај се упутио са жандармима, војском и артиљеријом према селу, где је дошло до окршаја 15. јула. Погинуло је 12 војника и жандарма и рањено 15, а на "арнаутској" се помињу стотине мртвих.
Крајем септембра 1924. године југословенска војска је у великој акцији уз опсежну употребу артиљерије разбила већину качачких банди и ликвидирала њихове вође. У целодневном окршају у Дреници страдало је 14 војника и жандарма, док је на страни качака било 125 мртвих. Азем Галица је у овој борби смртно рањен и убрзо је преминуо у оближњој пећини, која се данас зове Пећина Азема Галице.
Његова супруга је и након његове смрти наставила да се бори, преузевши вођство над мужевљевим четама.
Књижевник Растко Петровић и архитекта Александар Дероко су приликом обиласка Косова 1924. планирали да ураде интервју са Аземом, али до тога није дошло, о чему је Дероко писао у својим биографским делима.